# كاسحات الفضاء
كاسحات الفضاء (هانغل:승리호)؛ هو فيلم أوبرا فضاء كوري جنوبي عام 2021 من إخراج جو سونغ هي وبطولة سونغ جونغ كي وكيم تاي ري وجين سيون كيو ويو هاي جين، يعتبر أول فيلم فضاء كوري. تم إصداره على نتفليكس في 5 فبراير 2021.

## القصة
في عام 2092، يسعى أربعة منبوذين وراء المخلّفات الفضائية والأحلام البعيدة، فيكشفون عن أسرار مفاجئة وصادمة خلال محاولتهم بيع طفلة آلية بريئة.

## بطولة
طاقم التمثيل:
- سونغ جونغ كي في دور تايوه - القائد السابق لحرس الفضاء وأول عباقرة UTS على الإطلاق.
- كيم تاي ري في بدور الكابتن جانغ - ضابط سابق في فرقة القوات الخاصة التي تركت منصبها فيما بعد لإنشاء منظمة قرصنة خاصة بها، حاولت اغتيال الرئيس التنفيذي جيمس سوليفان (قتل فيه طاقم القراصنة بالكامل).
- جين سيون كيو في بدور تايجر بارك - ملك المخدرات السابق الذي هرب من الأرض بعد القبض عليه وحكم عليه بالإعدام.
- يو هاي جين في بدور روبوت بوبس - روبوت عسكري سابق.
- ريتشارد أرميتاج في دور جيمس سوليفان - الرئيس التنفيذي لشركة UTS.
- كيم مو ايول في بدور كانغ هيون يو - والد كانغ كوت نيم وعالم.
- بارك يي ريم بدور دوروثي / كوت نيم - كان يعتقد في البداية أنها روبوت، فهي في الواقع إنسان تم حقنها بالروبوتات النانوية من قبل والدها كاخيار أخير لشفائها.

## الأستقبال
تصدر المرتبة الأولى على نتفليكس في 16 دولة على الأقل بما في ذلك فرنسا وماليزيا وكرواتيا وكوريا والفلبين.
تقييمات الفيلم المجموعة على موقع روتن توميتوز المتخصص في جمع التقييمات والاخبار والافلام، يظهر ان الفيلم حصل على نسبة 63 ٪ بناءً على 8 مراجعات، بمتوسط تقييم 6.6 / 10، حقق 26 مليون مشاهدة على نتفليكس خلال 28 يوم.

## الإنتاج
صناعة:
عنوان العمل المبكر للفيلم كان «قوس البرق» (هانغل: 번개 호 ؛ رر: Beongaeho).
بدأ المخرج والكاتب جو سونغ هي في كتابة القصة قبل 10 سنوات من إطلاق الفيلم، بعد أن تحدث مع صديق له عن مخاطر الفضاء. "بدأ بفكرة قيام المسافرين إلى الفضاء بجمع النفايات الفضائية، سمع عن سبب وجود هذه الأجزاء السريعة الحركة من الحطام الفضائي والتي تتسبب إلى اصطدامات في الفضاء وخاصة انها تشكل خطرا على رواد الفضاء.
وأدرك أن هذا الموضوع قد تم التعامل معه في بعض من الرسوم المتحركة والألعاب، ولكن لم يحدث أبدًا في أي فيلم، هو بدأ كتابة السيناريو متسائلاً كيف سيتعامل الكوريون مع هذه المشكلة؟.
في مايو 2019 استثمرت شركة الترفيه الصينية متعددة الجنسيات هوايي تينسنت 4.2 مليون دولار في الفيلم. تم التعاقد ايضاً مع شركة المؤثرات المرئية استوديوهات دكستر، التي كانت وراء إنتاج أفلام الحركة مثل "جنبا إلى جنب مع الآلهة: العالمان لعام (2017) وفيلم أشفال لعام (2019).
التصوير:
بدأ التصوير رسمياً في 3 يوليو 2019 وانتهى في 2 نوفمبر.

## التأجيل والأصدار
في يونيو 2020 تم الإعلان عن تأجيل الإصدار بسبب جائحة COVID-19 مع خطة لعرض الفيلم خلال عطلة تشوسوك. في أغسطس 2020 تم تأجيل الإصدار مرة أخرى بسبب ارتفاع حالات COVID-19 في كوريا الجنوبية.
في نوفمبر 2020 تم الأعلان أن الفيلم سيُطرح حصريًا على شبكة Netflix. تم إصدار الفيلم على الشبكة في 5 فبراير 2021.

## روابط خارجية
- كاسحات الفضاء على موقع IMDb (الإنجليزية)
- كاسحات الفضاء على موقع روتن توميتوز (الإنجليزية)
- كاسحات الفضاء على موقع نتفليكس (الإنجليزية)
- كاسحات الفضاء على موقع ألو سيني (الفرنسية)
- كاسحات الفضاء على موقع فيلمافينيتي (الإسبانية)
- كاسحات الفضاء على موقع قاعدة بيانات الفيلم (الإنجليزية)
- كاسحات الفضاء على موقع ليتربوكسد (الإنجليزية)
- كاسحات الفضاء على موقع كينوبويسك (الروسية)